# Валентич, Никица
Никица Валентич (хорв. Nikica Valentić, 10 декабря 1950, Госпич, СР Хорватия, Федеративная Народная Республика Югославия — 3 мая 2023, Загреб, Хорватия) — хорватский политический деятель, бывший премьер-министр Хорватии. Протеже Франьо Туджмана.

## Биография
Родился 10 декабря 1950 года в городе Госпич Лицко-Сеньской жупании. В 1974 году окончил юридический факультет Загребского университета.
Перед тем как заниматься политикой, Валентич был высокопоставленным служащим в хорватской нефтяной компании INA (Industrija nafte d.d.).
3 апреля 1993 года как член Хорватского демократического содружества, Валентич назначается президентом Франьо Туджманом на пост премьер-министра Хорватии. Эту должность он занимает до 7 ноября 1995 года.
Через несколько месяцев после того, как правительство Валентича приступило к исполнению служебных обязанностей, он провел девальвацию хорватского динара, остановив инфляцию и принеся Хорватии некоторую экономическую стабильность впервые после начала войны в Хорватии. 30 мая 1994 года хорватский динар был заменён возрождённой хорватской куной.
В 1995 году во время его пребывания в должности премьера хорватские войска и полиция провели операцию «Буря», и заняли древнюю хорватскую столицу Книн. В результате операции прекратила существование Республика Сербская Краина.
После того как истек срок его премьерских полномочий, Валентич до 2003 года был депутатом хорватского парламента.
Скончался 3 мая 2023 года в возрасте 72 лет.